# Undercover Boss (émission de télévision, 2009)
Pour les articles homonymes, voir Undercover Boss.
Undercover Boss est une émission de téléréalité britannique diffusée depuis 18 juin 2009 sur Channel 4. Elle est produite par Studio Lambert.

## Concept
Chaque épisode représente une personne qui a une position supérieure de gestion à une entreprise majeure, décider d'aller d'infiltration comme un employé pour découvrir les défauts de la société.

## Émissions
| Saison | Saison | Épisodes | Début           | Fin               |
| ------ | ------ | -------- | --------------- | ----------------- |
|        | 01.    | 2        | 18 juin 2009    | 25 juin 2009      |
|        | 02.    | 7        | 15 juillet 2010 | 26 septembre 2010 |
|        | 03.    | -        | -               | -                 |
|        | 04.    | -        | -               | -                 |
|        | 05.    | -        | -               | -                 |
|        | 06.    | -        | -               | -                 |

## Épisodes

### Saison 01 (2009)
1. Titre français inconnu (Park Resorts)
2. Titre français inconnu (Clugston Group)

### Saison 02 (2010)
1. Titre français inconnu (Best Western)
2. Titre français inconnu (Tower Hamlets)
3. Titre français inconnu (Harry Ramsden's)
4. Titre français inconnu (Jockey Club)
5. Titre français inconnu (Viridor)
6. Titre français inconnu (Crown Worldwide Group)
7. Titre français inconnu (Park Resorts Revisit)

## Dérivées
- Les franchises :
  - États-Unis : Undercover Boss (émission de télévision américaine), la version américaine est diffusée depuis 2010 sur la chaîne de télévision CBS. En France, cette émission est diffusée depuis 2015 sur NT1
  - Australie : créée par Network Ten, le 18 octobre 2010.
  - Canada : créée par W Network le 2 février 2012.
  - Autriche : créée par ORF eins le 16 janvier 2013.
  - France : Patron incognito, créée par Endemol est diffusée sur M6.
  - Allemagne : diffusée sur RTL le 28 mars 2011.
  - Israël :
  - Italie : Boss in incognito (it), créée en janvier 2014 sur La Rai 2 .
  - Norvège : diffusée sur TV2 le 8 mars 2011.
  - Espagne : El jefe infiltrado (es) crée le 11 juin 2011 sur Antena 3 nommé El jefe, mais il a été annulé après 3 épisodes par mauvais chiffres d'audience. Trois ans après, Atresmedia adapte le programme à nouveau, mais cette fois sur laSexta, créé le 3 avril 2014.
- Les futures Undercover Boss : Danemark, la Turquie, la Suède, la Belgique et les Pays-Bas.